# Malacoctenus boehlkei
Malacoctenus boehlkei är en fiskart som beskrevs av Springer, 1959. Malacoctenus boehlkei ingår i släktet Malacoctenus och familjen Labrisomidae. Inga underarter finns listade i Catalogue of Life.